# 래스터 그래픽스

RGB 비트맵 그림의 맨 위 왼쪽 모퉁이에 웃는 얼굴이 있다고 치자. 확대를 하면 커다란 웃는 얼굴은 오른쪽과 같이 보이게 된다. 각 사각형은 화소를 나타낸다. 더 확대하면 각 화소는 더 커 보이게 되며 빨강, 초록, 파란색의 값을 추가함으로써 색을 이루고 있음을 알 수 있다.

컴퓨터 그래픽스와 디지털 사진에서 래스터 그래픽스(raster graphics) 또는 래스터 이미지(raster image)는 흔히 정사각형 모양의 작은 색상 화소의 직사각형 그리드로 구성된 디지털 이미지이다. 모양과 선을 설명하기 위해 수학 공식을 사용하는 벡터 그래픽스와 달리, 래스터 이미지는 각 화소의 정확한 색상을 저장하므로 사진 및 복잡한 색상과 세부 정보가 있는 이미지에 이상적이다. 래스터 이미지는 치수(화소 단위의 너비와 높이)와 색 깊이(화소 당 비트 수)로 특징지어진다. 이 이미지들은 컴퓨터 디스플레이, 종이에 인쇄되거나 다른 매체에서 볼 수 있으며, 다양한 이미지 파일 형식으로 저장된다.
인쇄 및 프리프레스 산업에서는 래스터 그래픽을 컨톤(contone, "연속적인 색조와 음영"에서 유래)으로 알려져 있다. 이와 대조적으로 라인 아트는 일반적으로 디지털 시스템에서 벡터 그래픽스로 구현된다.

이미지를 전치하여 래스터 구성으로 변환하기(화소당 1바이트 미만의 팩 형식에는 비교적 비용이 많이 드는 작업); 추가 래스터 라인 반사를 합성하기(거의 무료), 전 또는 후에 상관없이 한 방향 또는 다른 방향으로 90° 이미지 회전에 해당한다.

많은 래스터 조작은 선형대수학의 수학적 형식주의에 직접적으로 매핑되며, 행렬 구조의 수학적 객체가 주요 관심사이다.
래스터 또는 그리드 데이터는 그리딩 절차의 결과일 수 있다.

## 어원
"래스터"라는 단어는 라틴어 rastrum(갈퀴)에서 유래되었으며, 이는 radere(긁어내다)에서 파생되었다. 이 단어는 전자총을 자기적으로 또는 정전기적으로 조종하여 이미지를 선 단위로 그리는 브라운관(CRT) 비디오 모니터의 래스터 스캔에서 유래되었다. 이와 관련하여 직사각형 화소 격자를 의미할 수도 있다. 현재 rastrum이라는 단어는 악보의 오선을 그리는 도구를 지칭하는 데 사용된다.

## 데이터 모델

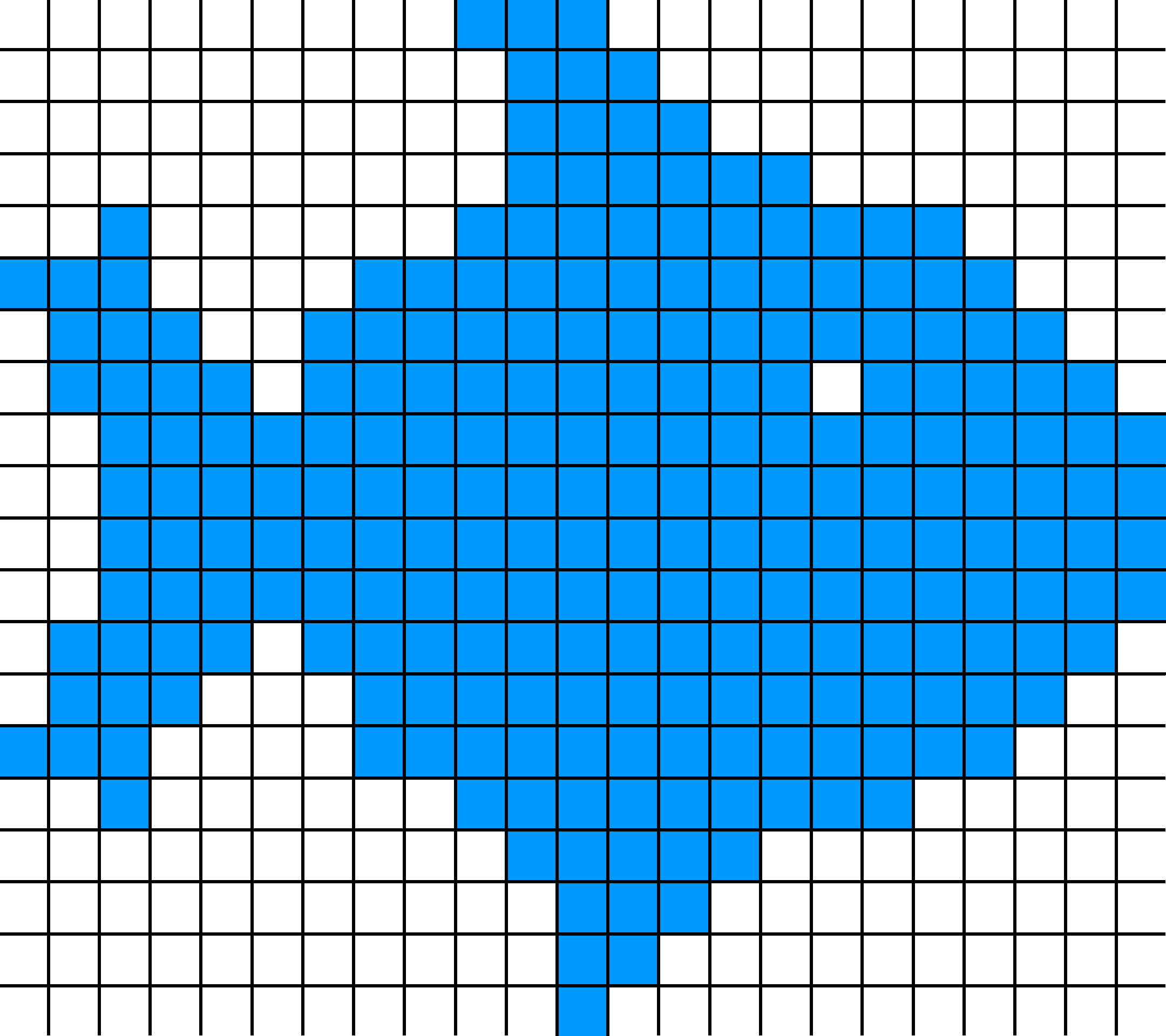
간단한 래스터 그래픽

래스터 데이터 모델의 기본 전략은 평면을 각각 셀 또는 화소("그림 요소"에서 유래)라고 불리는 2차원 정사각형 배열로 테셀레이션하는 것이다. 디지털 사진에서 평면은 이미지 센서에 투영된 시각 영역이다. 컴퓨터 아트에서 평면은 가상 캔버스이다. 지리 정보 시스템에서 평면은 지구 표면의 지도 투영법이다. 해상도 또는 지지점이라고 알려진 각 정사각형 화소의 크기는 그리드 전체에 걸쳐 일정하다.
각 화소에는 단일 숫자 값이 저장된다. 대부분의 이미지에서 이 값은 가시적인 색상이지만, 정성적 범주의 숫자 코드와 같은 다른 측정값도 가능하다. 각 래스터 그리드는 지정된 화소 형식, 즉 각 숫자의 데이터 유형을 가진다. 일반적인 화소 형식은 이진, 회색조, 팔레트 기반, 그리고 RGB이며, 여기서 색 깊이는 표현되는 색상의 충실도를 결정하고, 색 공간은 색상 범위(종종 인간의 색채 지각의 전체 범위보다 작음)를 결정한다. 대부분의 현대 색상 래스터 형식은 24비트(1,600만 개 이상의 고유 색상)를 사용하여 색상을 나타내며, 각 컬러 채널(빨강, 초록, 파랑)에 8비트(값 0-255)를 사용한다. 원격탐사 및 천문학에 사용되는 디지털 센서는 종종 가시광선을 넘어서는 파장을 감지하고 저장할 수 있다. 베라루빈 천문대의 대형 CCD 비트맵 센서는 단일 이미지로 3.2 기가화소(6.4 GB 원본)를 캡처하며, 인간의 색채 지각 전자기 스펙트럼 범위를 초과하는 6개의 색상 채널을 사용한다.

## 사용법

### 이미지 저장

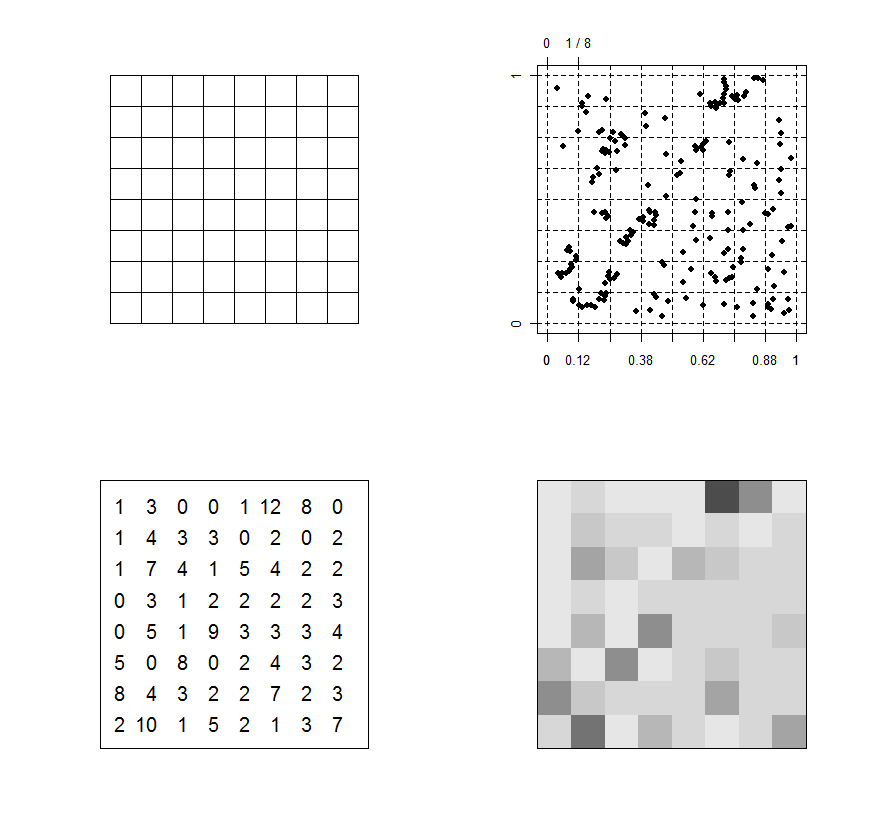
점 패턴을 요약하는 데 래스터 데이터 구조 사용

대부분의 컴퓨터 이미지는 래스터 그래픽 형식 또는 압축된 변형으로 저장되며, 월드 와이드 웹에서 인기 있는 GIF, JPEG, PNG 등이 포함된다. 래스터 데이터 구조는 2차원 평면의 (일반적으로 직사각형, 사각형 기반의) 테셀레이션을 기반으로 하며, 각 셀은 단일 값을 포함한다. 데이터를 파일에 저장하려면 2차원 배열을 직렬화해야 한다. 가장 일반적인 방법은 행 우선 형식으로, 첫 번째(일반적으로 맨 위) 행을 따라 셀이 왼쪽에서 오른쪽으로 나열된 다음, 즉시 두 번째 행의 셀이 뒤따르는 식으로 계속된다.
오른쪽 예시에서 테셀레이션 A의 셀들이 점 패턴 B 위에 겹쳐져 각 셀의 점 개수를 나타내는 사분면 개수 배열 C가 생성된다. 시각화를 위해 순람표를 사용하여 이미지 D의 각 셀에 색상을 입혔다. 다음은 직렬 행 우선 배열의 숫자이다:
1 3 0 0 1 12 8 0 1 4 3 3 0 2 0 2 1 7 4 1 5 4 2 2 0 3 1 2 2 2 2 3 0 5 1 9 3 3 3 4 5 0 8 0 2 4 3 2 8 4 3 2 2 7 2 3 2 10 1 5 2 1 3 7
2차원 그리드를 재구성하려면 파일 시작 부분에 최소한 열 수와 화소 데이터 유형(특히 값당 비트 또는 바이트 수)이 포함된 헤더 섹션이 있어야 읽는 사람이 각 값이 어디에서 끝나고 다음 값을 읽기 시작하는지 알 수 있다. 헤더에는 행 수, 지리 데이터에 대한 지오레퍼런싱 매개변수 또는 Exif 표준에 지정된 것과 같은 다른 메타데이터 태그도 포함될 수 있다.

#### 압축
고해상도 래스터 그리드는 많은 수의 화소를 포함하므로 많은 양의 메모리를 소비한다. 이로 인해 데이터 볼륨을 더 작은 파일로 압축하는 여러 접근 방식이 생겨났다. 가장 일반적인 전략은 화소 값의 패턴이나 추세를 찾아낸 다음 원본 데이터 대신 패턴의 매개변수화된 형태를 저장하는 것이다. 일반적인 래스터 압축 알고리즘으로는 런 렝스 부호화(RLE), JPEG, LZ(PNG 및 ZIP의 기반), LZW(GIF의 기반) 등이 있다.
예를 들어, 런 렝스 부호화는 배열에서 반복되는 값을 찾아내어 해당 값과 나타나는 횟수로 대체한다. 따라서 위 래스터는 다음과 같이 표현된다:
| 값   | 1 | 3 | 0 | 1 | 12 | 8 | 0 | 1 | 4 | 3 | ... |
| 길이 | 1 | 1 | 2 | 1 | 1  | 1 | 1 | 1 | 1 | 2 | ... |

이 기술은 선 그림과 같이 동일한 값이 많은 영역에서는 매우 효율적이지만, 화소가 이웃 화소와 약간씩 다른 사진에서는 RLE 파일이 원본 크기의 두 배까지 커질 수 있다.
RLE 및 LZW와 같은 일부 압축 알고리즘은 무손실 압축으로, 원본 화소 값을 압축된 데이터에서 완벽하게 재생성할 수 있다. JPEG와 같은 다른 알고리즘은 손실 압축으로, 매개변수화된 패턴이 원본 화소 값의 근사치에 불과하여 압축된 데이터에서만 원본 값을 추정할 수 있다.

#### 래스터-벡터 변환
벡터 이미지(선 작업)는 소프트웨어에 의해 래스터화될 수 있으며(화소로 변환), 래스터 이미지는 벡터화될 수 있다(래스터 이미지가 벡터 그래픽스로 변환). 두 경우 모두 정보 손실이 발생하지만, 광학 문자 인식의 경우처럼 특정 벡터화 작업은 중요한 정보를 재구성할 수 있다.

### 디스플레이
1920년대에 개발된 초기 기계식 텔레비전은 래스터화 원리를 사용했다. 브라운관 디스플레이 기반의 전자식 텔레비전은 왼쪽에서 오른쪽으로 수평 래스터를 그리고 위에서 아래로 래스터 선을 그리는 래스터 스캔 방식을 사용한다.
LED 모니터와 같은 현대적인 평면 패널 디스플레이는 여전히 래스터 방식을 사용한다. 화면의 각 화소는 메모리의 적은 수의 비트에 직접적으로 해당한다. 화면은 단순히 화소를 스캔하고 각 비트 세트에 따라 색상을 입히는 방식으로 새로고침된다. 속도에 민감한 새로고침 절차는 종종 그래픽 처리 장치의 일부로 전용 회로에 의해 구현된다.
이러한 접근 방식을 사용하면 컴퓨터는 표시할 모든 데이터를 저장하는 메모리 영역을 포함한다. 중앙 프로세서는 이 메모리 영역에 데이터를 쓰고 비디오 컨트롤러는 거기서 데이터를 수집한다. 이 메모리 블록에 저장된 데이터 비트는 디스플레이에 이미지를 구성하는 데 사용될 궁극적인 화소 패턴과 관련이 있다.
초기 래스터 컴퓨터 그래픽스가 적용된 스캔 디스플레이는 1960년대 후반 벨 연구소의 A. 마이클 놀(A. Michael Noll)이 발명했지만, 1970년 2월 5일에 제출된 특허 출원은 컴퓨터 소프트웨어의 특허 가능성 문제로 인해 1977년 대법원에서 포기되었다.

### 인쇄
1970년대와 1980년대에는 펜 플로터가 벡터 그래픽스를 사용하여 정밀한 도면을 생성하는 데, 특히 대형 종이에 흔히 사용되었다. 그러나 그 이후로는 정전인쇄 및 잉크젯 인쇄를 포함한 거의 모든 프린터가 인쇄된 이미지를 래스터 그리드로 생성한다. 원본 정보가 벡터일 경우 포스트스크립트와 같은 렌더링 사양 및 소프트웨어를 사용하여 래스터 이미지를 생성한다.

### 3차원 래스터
3차원 복셀 래스터 그래픽은 비디오 게임에서 사용되며, MRI 스캐너와 같은 의료 영상에도 사용된다.

### 지리 정보 시스템
지리 현상은 GIS에서 일반적으로 래스터 형식으로 표현된다. 래스터 그리드는 지오레퍼런싱되어 각 화소(GIS에서는 "그림" 부분이 관련이 없기 때문에 일반적으로 셀이라고 불림)가 지리 공간의 사각형 영역을 나타낸다. 각 셀의 값은 해당 지역의 측정 가능한(정성적 또는 정량적) 속성을 나타내며, 일반적으로 필드로 개념화된다. 래스터로 일반적으로 표현되는 필드의 예로는 온도, 인구 밀도, 토양 수분, 토지 피복, 표면 고도 등이 있다. 필드에서 셀 값을 도출하는 두 가지 샘플링 모델이 사용된다. 격자에서는 각 셀의 중심점에서 값을 측정하고, 그리드에서는 전체 셀에 대한 값의 요약(일반적으로 평균 또는 최빈값)을 사용한다.

## 해상도
래스터 그래픽은 해상도에 의존적이어서, 화소화로 인한 명백한 품질 손실 없이 임의의 해상도로 확대할 수 없다. 이러한 특성은 이미지를 렌더링하는 장치의 품질까지 쉽게 확대되는 벡터 그래픽스의 기능과는 대조된다. 래스터 그래픽은 사진 및 사진과 같은 이미지를 벡터 그래픽보다 더 실용적으로 처리하는 반면, 벡터 그래픽은 조판 또는 그래픽 디자인에 더 적합한 경우가 많다. 현대 컴퓨터 모니터는 일반적으로 약 72~130 인치당 화소수(PPI)를 표시하고, 일부 현대 소비자용 프린터는 2400 인치당 도트수(DPI) 이상을 해상할 수 있다. 주어진 프린터 해상도에 가장 적합한 이미지 해상도를 결정하는 것은 어려울 수 있는데, 인쇄된 결과물이 뷰어가 모니터에서 식별할 수 있는 것보다 더 높은 수준의 세부 정보를 가질 수 있기 때문이다. 일반적으로 150~300PPI 해상도가 4색 공정(CMYK) 인쇄에 적합하다.
그러나 겹쳐 찍기 대신 디더링(망점)을 통해 색상 혼합을 수행하는 인쇄 기술(거의 모든 가정/사무실 잉크젯 및 레이저 프린터)의 경우 프린터 DPI와 이미지 PPI는 매우 다른 의미를 가지며, 이는 오해를 불러일으킬 수 있다. 디더링 과정을 통해 프린터가 여러 프린터 도트에서 단일 이미지 화소를 구축하여 색 깊이를 높이기 때문에, 이미지 해상도를 희생하지 않고도 충분한 색 깊이를 보장하기 위해 프린터의 DPI 설정은 원하는 PPI보다 훨씬 높게 설정되어야 한다. 따라서 예를 들어 250PPI로 이미지를 인쇄하려면 실제로 1200DPI의 프린터 설정이 필요할 수 있다.

## 래스터 기반 이미지 편집기
페인트샵 프로, 코렐 페인터, 어도비 포토샵, Paint.NET, 그림판, 크리타, 김프와 같은 래스터 기반 이미지 편집기는 화소 편집을 중심으로 하며, Xfig, 코렐드로, 어도비 일러스트레이터, 잉크스케이프와 같은 벡터 기반 이미지 편집기는 선과 도형(벡터 그래픽스) 편집을 중심으로 한다. 래스터 기반 이미지 편집기에서 이미지를 렌더링하면 이미지는 수백만 개의 화소로 구성된다. 기본적으로 래스터 이미지 편집기는 각 개별 화소를 조작하는 방식으로 작동한다. 대부분의 화소 기반 이미지 편집기는 RGB를 사용하여 작동하지만, 일부는 CMYK와 같은 다른 색상 모델도 사용할 수 있다.

## 같이 보기
- 벡터 그래픽스
- 디더링
- 망판

## 참고 문헌
- 이 문서에는 GFDL 라이선스로 배포된 자유 온라인 컴퓨팅 사전(FOLDOC)의 내용을 기초로 작성된 내용이 포함되어 있습니다.